# Franckeíta
La franckeíta es un mineral sulfosal de la clase de los minerales sulfuros, y dentro de esta pertenece al llamado “grupo de la franckeíta”. Fue descubierta en 1893 en Chocaya, en el departamento de Potosí (Bolivia),  siendo nombrada así en honor de los ingenieros de minas Carl Francke y Ernest Francke. Sinónimos poco usados son: ilijteria o llicteria.

## Características químicas
Es un sulfuro-antimoniuro de hierro, estaño y plomo, que cristaliza en el sistema triclínico pinacoidal.
Además de los elementos de su fórmula, suele llevar como impurezas: cinc, plata, germanio e indio.

## Formación y yacimientos
Aparece en Bolivia en depósitos de alteración hidrotermal de minerales de plata y estaño, mientras que en California (Estados Unidos) aparece en depósitos de rocas metamórficas en el contacto con calizas.
Suele encontrarse asociado a otros minerales como: cilindrita, teallita, plagionita, zinkenita, casiterita, wurtzita, pirrotina, marcasita, arsenopirita, galena, pirita, blenda, siderita o estannita.

## Usos
Usado como mena de los metales que contiene.